# 圣欧班达珀奈
圣欧班达珀奈（法語：Saint-Aubin-d'Appenai）是法国奥恩省的一个市镇，属于阿朗松区（Alençon）拉东县（Radon）。该市镇总面积11.29平方公里，2009年时的人口为395人。

## 人口
圣欧班达珀奈人口变化图示